# Yōichi Masuzoe

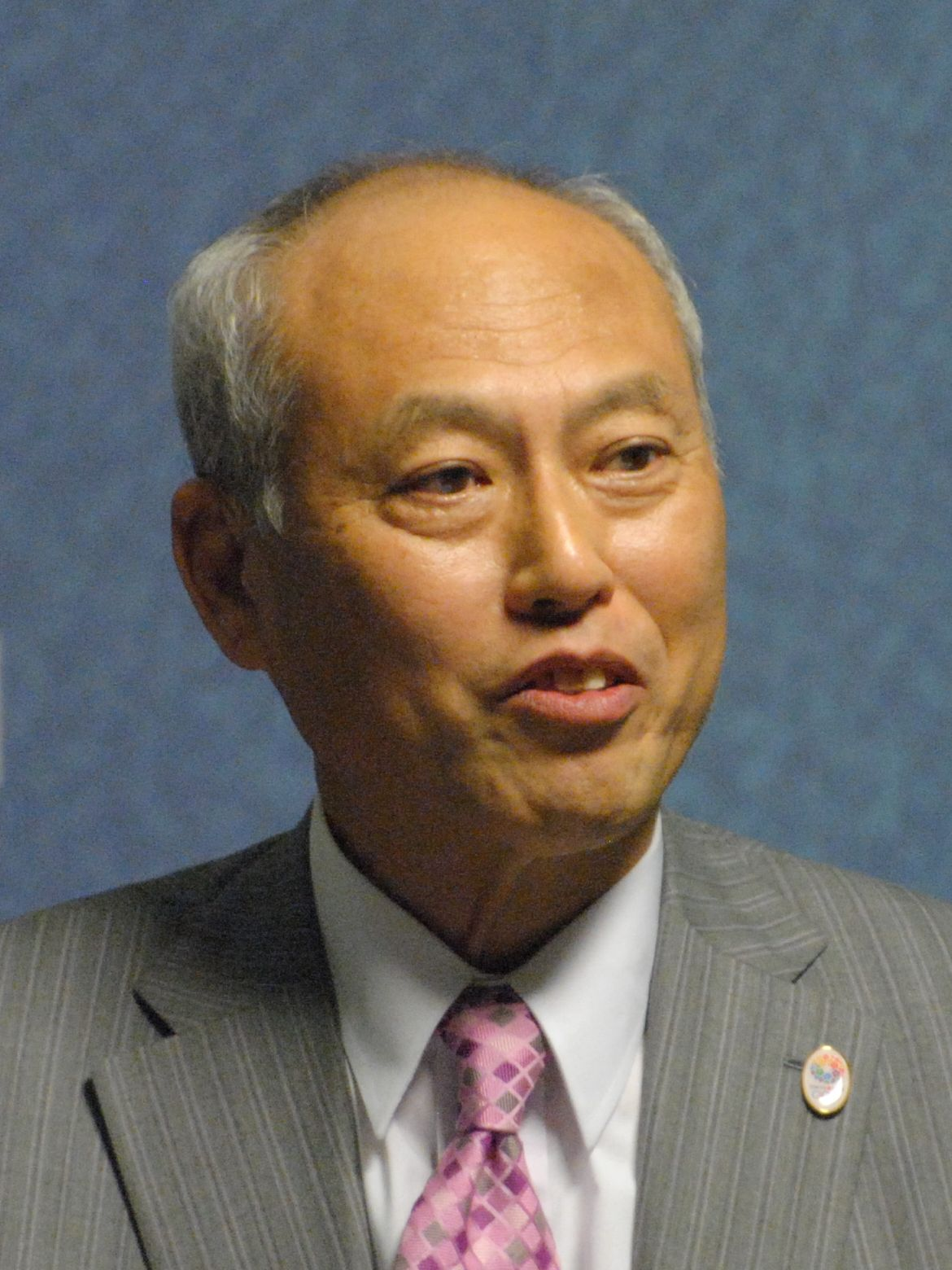
Yōichi Masuzoe (2014)

Yōichi Masuzoe (jap. 舛添 要一 Masuzoe Yōichi; * 29. November 1947 in Yahata (heute: Kitakyūshū)) ist ein japanischer Politiker und ehemaliger Gouverneur der Präfektur Tokio. Von 2001 bis 2013 war er Oberhausabgeordneter und von September 2007 bis 2009 Minister für Gesundheit und Arbeit im Kabinett.
Masuzoe ist Absolvent der Universität Tōkyō. Nach Forschungsaufenthalten in Paris und Genf lehrte er von 1979 bis 1994 Politikwissenschaften an der Universität Tōkyō. In den 90er Jahren unternahm er erste Schritte in der Politik; unter anderem kandidierte er 1999 für den Gouverneursposten in der Hauptstadtpräfektur Tōkyō, erreichte aber nur den dritthöchsten Stimmenanteil hinter Shintarō Ishihara (parteilos) und Kunio Hatoyama (damals DPJ).
Im Jahr 2001 wurde Masuzoe über die Verhältniswahlliste der Liberaldemokratischen Partei (LDP) ins Oberhaus gewählt. Er gehörte zu den LDP-Abgeordneten, die nicht faktionsgebunden sind. Während des Skandals um verlorengegangene und undokumentierte Rentenansprüche im Oberhauswahlkampf 2007 kritisierte er die Regierung Shinzō Abe für die schleppende Aufarbeitung und wurde trotz der massiven Verluste der LDP wiedergewählt. Bei der Regierungsumbildung im August ernannte ihn Abe überraschend zum Minister für Gesundheit und Arbeit und übertrug ihm somit die Verantwortung für die Bewältigung des Rentenskandals. Masuzoe kündigte an, sein politisches Überleben an dieses Vorhaben zu knüpfen. Abes Nachfolger Fukuda und Asō beließen Masuzoe auf seinem Posten, den er bis zum Regierungswechsel 2009 behielt.
Im April 2010 verließ Masuzoe die LDP und gründete zusammen mit drei Mitgliedern des Kaikaku Club und den ebenfalls aus der LDP ausgetretenen Abgeordneten Tetsurō Yano und Masakatsu Koike eine neue Partei, die Shintō Kaikaku, deren erster Vorsitzender er wurde. Bei der Oberhauswahl im Juli 2013 kandidierte er nicht mehr für eine Wiederwahl und trat anschließend vom Parteivorsitz zurück.
Bei der Gouverneurswahl in Tokio 2014 kandidierte Masuzoe mit Unterstützung aus Mitte-rechts-Parteien und Gewerkschaften. Er setzte sich mit rund 43 % der Stimmen klar gegen Kenji Utsunomiya, Morihiro Hosokawa und 13 weitere Kandidaten durch.
Am 15. Juni 2016 gab Masuzoe bekannt, aufgrund eines Finanzskandals mit Wirkung zum 21. Juni zurückzutreten, nachdem bekannt wurde, dass er mit Steuergeldern luxuriöse Auslandsreisen und Ausflüge finanzierte. Die Neuwahlen sollen zusammen mit mehreren Nachwahlen zum Präfekturparlament am 31. Juli stattfinden.